# Чайний сад

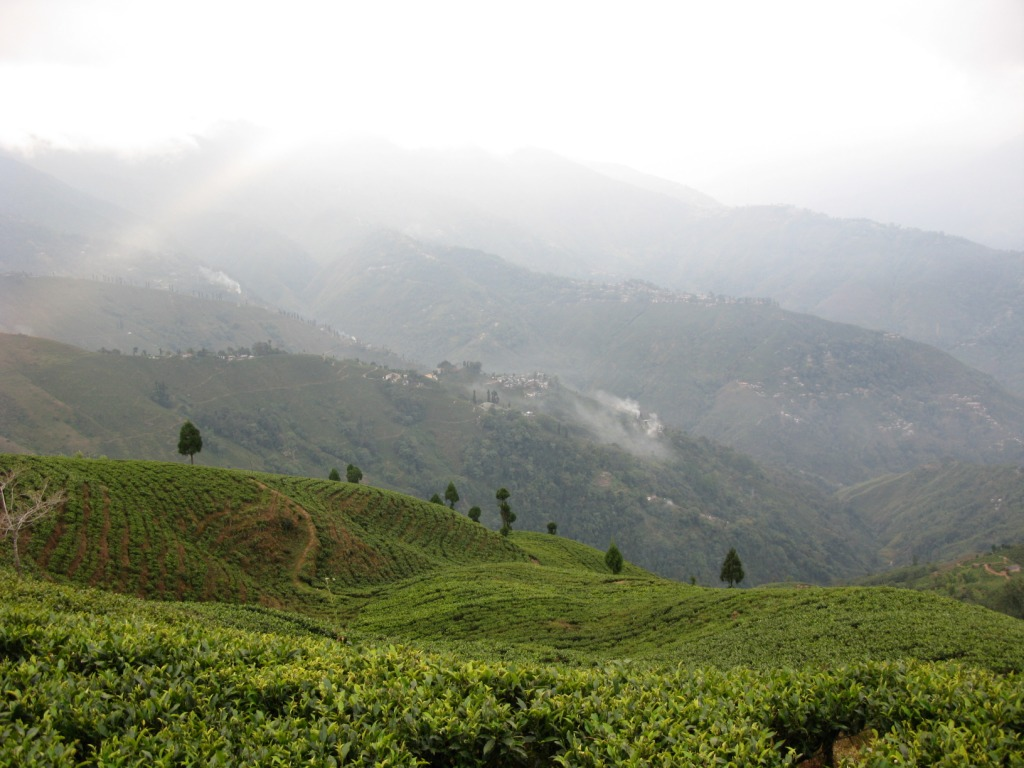
Чайний сад у Дарджилінгу

Можливо, вам потрібна стаття «Японський сад».
Чайний сад (англ. Tea Garden), або чайна плантація (англ. Tea Estate) — господарство, яке вирощує чай. Термін «чайний сад» вживається, здебільшого, в Індії, Непалі, Шрі-Ланці, Китаї, Японії. Форма власності може бути приватною, державною та кооперативною.
Матеріально найуспішніші з чайних садів часто мають свою мікроекономіку: інфраструктуру, освітні та соціальні програми, спортивні та культурні заходи. Багато успішних садів у Східній Індії та Непалі переходять на органічне землеробство, що підтверджується сертифікатами міжнародних сертифікаційних організацій.
Якщо чай є контрольованим за походженням (моноплантаційним), тобто не є змішаним з урожаїв кількох плантацій, назва ґатунку такого чаю зазвичай містить назву плантації. Наприклад, чай Дарджилінг Путабонг FTGFOP First Flush є зібраним у найстарішому в Дарджилінгу чайному саді — Путабонзі (Тукварі).
Офіційно зареєстрованих чайних садів тільки у індійському Дарджилінгу є 87, а по всій Індії — 1655. Кожен чайний сад виготовляє свою номенклатуру чаїв, але, як правило, у рамках прийнятих у регіоні класифікації та технологій.